# Gustaaf Adolf Frederik Molengraaff
Gustaaf Adolf Frederik Molengraaff (Nijmegen, Países Baixos, 27 de fevereiro de 1860 — Wassenaar, Países Baixos, 26 de março de 1942) foi um geólogo, biólogo e explorador neerlandês. Era uma autoridade na geologia da África do Sul, das Índias Orientais Holandesas e dos Alpes. Foi laureado com a medalha Wollaston de 1936 pela Geological Society of London.

## Carreira
Gustaaf Molengraaff estudou matemática e física na Universidade de Leiden. A partir de 1882 estudou na Universidade de Utrecht. Como estudante, ele fez sua primeira viagem ao exterior quando se juntou à expedição de 1884-1885 às Antilhas Holandesas liderada por Willem Frederik Reinier Suringar e Karl Martin. Ele se tornou Ph.D. com uma tese sobre a geologia de Santo Eustáquio. Estudou cristalografia em Munique, onde também aproveitou a oportunidade para estudar a geologia dos Alpes próximos.
Em 1888, Molengraaff conseguiu um emprego como professor na Universidade de Amsterdã. Antes de sua atribuição, os cursos de geologia eram ministrados pelo químico Jacobus Henricus van 't Hoff. Durante sua missão em Amsterdã, Molengraaff viajou para a África do Sul para estudar depósitos de ouro (1891) e para Bornéu (1894), onde explorou grandes partes do interior. Ensinar em Amsterdã não era do seu agrado, porque havia poucos materiais e alunos disponíveis.
Em 1897, Molengraaff tornou-se "geólogo estadual" da República do Transvaal. Sua tarefa era iniciar o levantamento geológico do Transvaal. Enquanto mapeava o Transvaal, ele descobriu o complexo Bushveld. Em 1900, ele se envolveu na Segunda Guerra dos Bôeres e teve que retornar à Holanda. Isso lhe deu tempo para escrever um relatório sobre a geologia do Transvaal e viajar para Celebes, onde (novamente) estudou depósitos de ouro.
Devido à sua reputação como geólogo, ele pôde retornar à África do Sul em 1901 para trabalhar como consultor geológico. Uma de suas atribuições era descrever o diamante Cullinan recém-encontrado para o Banco Central da África do Sul. Enquanto isso, a Guerra dos Bôeres ainda tinha sua atenção. Uma de suas ideias era dar a cada soldado uma pequena carteira de identidade de lata, que mais tarde se tornou prática em exércitos de todo o mundo.
Em 1906, tornou-se professor na Universidade de Delft e, desta vez, conseguiu recursos e alunos suficientes para tornar seu trabalho bem-sucedido. No mesmo ano, tornou-se membro da Academia Real de Artes e Ciências da Holanda.  Em 1910-1911 liderou uma expedição geológica a Timor. Sua pesquisa em Delft foi principalmente sobre o material coletado durante essa expedição e sobre a geologia da Holanda. Em 1922, ele foi guia, junto com A L Hall, da Expedição Shaler Memorial à África do Sul, organizada pela Universidade de Harvard. Na expedição em que conheceu Alexander Du Toit, ambos os geólogos estavam entre os (na época raros) defensores da teoria da deriva continental de Alfred Wegeners.
Molengraaff era amigo íntimo de W. F. Gisolf, que deu o nome de seu filho mais novo, mas morreu em um campo de concentração japonês.
Molengraaff se aposentou em 1930.

## Publicações selecionadas
- Een blik op den snellen opbloei der geologische wetenschap in de laatste 50 jaren (1930).
- De geologie der zeeën van Nederlandsch Oost-Indië (1921).
- Een onderzoek naar het ontstaan van koraaleilanden in den Nederlandsch-Oost-Indischen Archipel (1921).
- De geologische ligging der petroleumterreinen van Ned. Oost-Indië. (1920).
- De invloed van de geologische ligging der Nederlandsche koloniën in Oost-Indië op haar economische beteekenis. (1919).
- Laccolithe granitique du Boschveld (Transvaal) (1918).
- De vulkaan woerlali op het Eiland Dammer (1918).
- Geografische en geologische beschrijving van het eiland Letti (1915).
- Nederlandsche Timor-expeditie, 1910-1912 (1915).
- Over mangaanknollen in mesozoïsche diepzeeafzettingen van Borneo, Timor en Rotti, hun beteekenis en hun wijze van ontstaan. (1915).
- Hoofdtrekken der geologie van Oost-Borneo naar aanleiding der reizen van prof. dr. A.W. Nieuwenhuis en anderen. (1914).
- De jongste bodembewegingen op het eiland Timor en hunne beteekenis voor de geologische geschiedeuis van den O.I. Archipel. (1912).
- The deposits of iron ore in the Transvaal (1910).
- Over oceanische diepzeeafzettingen van Centraal-Borneo (1909).
- Iets over de rivieren van het eiland Borneo in verband met zijn geologische gesteldheid (1909).
- Programma van de geologische excursie naar de zwitschersche Jura en bet Alpengebied (1909).
- Rede uitgesproken te Delft op 8 Januari 1909 bij gelegenheid der openbare promotie van Dr. R.D.M. Verbeek m.i. tot doctor in technische wetenschappen honoris causa (1909).
- Geologisch onderwijs aan mijnbouwkundigen (1906).
- Geology of the Transvaal (1904, met J.H. Ronaldson).
- Ueber die Geologie der Umgegend von Sumalatta auf Nord-Celebes und über die dort vorkommenden goldführenden Erzgänge (1902).
- Geologische verkenningstochten in Centraal-Borneo 1893-94 (1900).
- Geologische Aufnahme der Süd-Afrikanischen Republik: Jahresbericht über das Jahr 1898 (1900).
- Eenige nieuwe gezichtspunten omtrent de leer van de bewegingen der aardschors (1891).
- Schets van de bodemgesteldheid van Zuid-Afrik. Republiek in verband met die van Z. Afrika (1890).
- De geologie van het eiland St. Eustatius: eene bijdrage tot de kennis der Nederlandsche koloniën (1886).